# مخطوطه مفتاح سيدنا سليمان

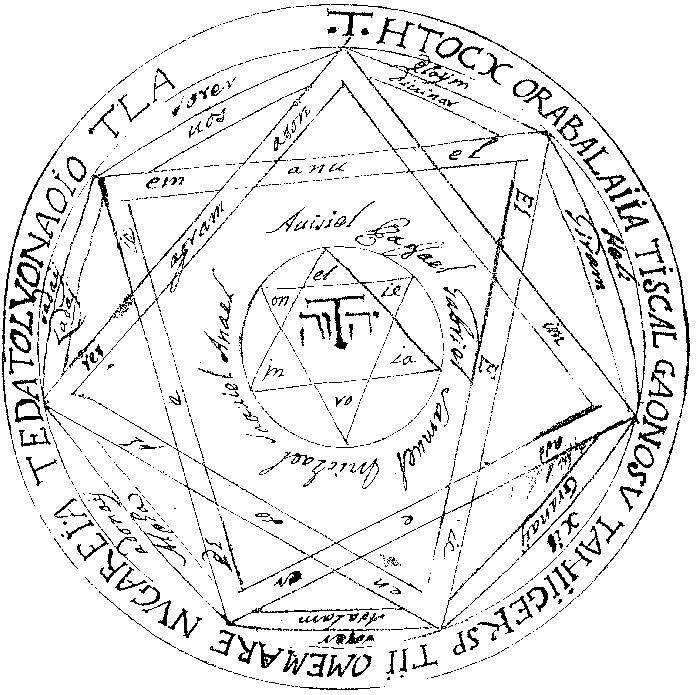
أالنجمة الخماسية او "الخماسي العظيم" الموجودة في مفتاح مخطوطات سليمانتتظهر في مكتبة بودليان مايكل م. 276 بالمخطوطة الإيطالية
يظهر رقم مماثل في النسخة اللاتينية الشكل هو متغير من خاتم الله الذي نشره أثناسيوس كيرشر

مخطوطه مفتاح سيدنا سليمان (باللاتينية: Clavicula Salomonis) (بالعبرية: מפתח שלמה‏) عبارة عن كتاب منحول ذو رسم زائف (أيضًا يُعرف باسم كتاب التعاويذ) منسوب إلى الملك سليمان ربما يعود تاريخه إلى عصر النهضة الإيطالي في القرن الرابع أو الخامس عشر. إنه يقدم مثالًا نموذجيًا لسحر عصر النهضة . 

## المخطوطات والتاريخ النصي
تم تزيف العديد من هذه الكتاب المنحوله والمنسوبة إلى الملك سليمان خلال عصر النهضة وتأثرت بعض الأعمال الزائفه للقباليين اليهود والسحرة العرب وقد أدرجت هذه بدورها جوانب من السحر اليوناني الروماني
ربما كان النص الأصلي لكتاب مفتاح سليمان نصًا لاتينيًا ثم تم ترجمته لعده لغات
هناك أيضًا مخطوطة يونانية قديمة يشار إليها باسم أطروحة سليمان السحرية

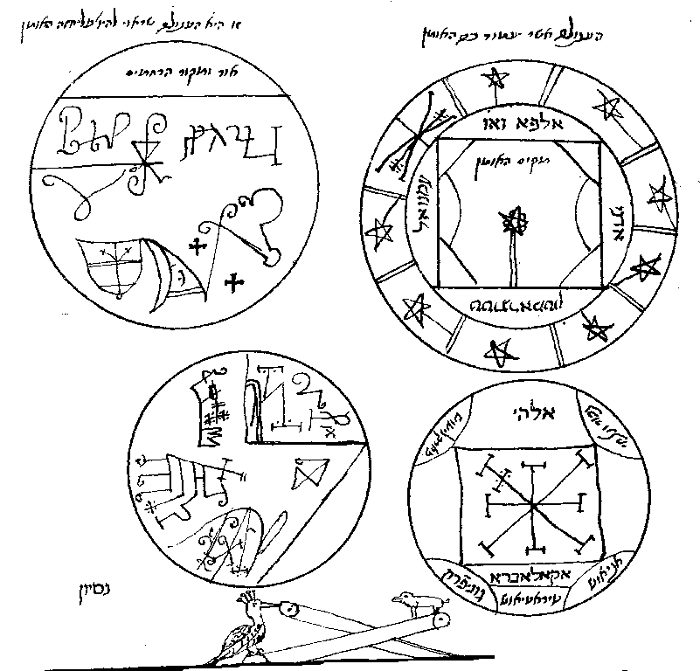
مجموعة من النجمة الخماسية من المخطوطة العبرية بل اورينتال المجلد 14759 35ا

يوجد نص عبري في نسختين، إحداهما محفوظة في المكتبة البريطانية وهي أقل وضوحًا

## محتويات مخطوطه مفتاح سيدنا سليمان

### ملخص
ينقسم مخطوطه مفتاح سيدنا سليمان إلى كتابين يصف الرسومات اللازمة لإعداد كل العمليات السحرية
و لا يذكر مخطوطه مفتاح سيدنا سليمان توقيع الأرواح الـ72 التي قيدها الملك سليمان في إناء من البرونز
تعد الاستعدادات المتقنة ضرورية لنجاح الوصفات فيجب أن يتم إنشاء كل عنصر من العناصر العديدة المستخدمة في «تجارب» المشغل من المواد المناسبة التي تم الحصول عليها بالطريقة المحددة واثناء الوقت الفلكي المناسب مع تمييز مجموعة محددة من الرموز السحرية وتلاوه كلمات محددة

### مقدمة
وفقًا للتاريخ الأسطوري للوثيقة كما هو مسجل في مقدمتها كتب سيدنا سليمان الكتاب لابنه رحبعام وأمره بإخفاء الكتاب في قبره عند وفاته.
ثم اكتشافت مجموعة من الفلاسفة البابليين الكتاب ولم يستطيع أحد تفسير النص
حتى اقترح إيوه جريفيس أن يطلبوا من الرب أن يفهمهم فظهر له ملاك الرب وحصل على وعد بإخفاء النص عن غير المستحقين والأشرار وبعد ذلك تمكن من قراءته بوضوح.
ثم وضع إيوه جريفيس تعويذة على الكتاب مفادها أن غير المستحقين أو غير الحكيمين أو أولئك الذين لا يخشون الله لن يحققوا التأثير المطلوب من أي من الأعمال الواردة في الكتاب.

### الكتاب الأول
الكتاب الأول يحتوي على التعاويذ والدعاء و اللعنات كما يصف أيضًا كيفية العثور على الأشياء وكسب الإحسان والحب، وما إلى ذلك.

### الكتاب الثاني
يصف التقنيات المختلفة التي يجب أن يخضع لها «طارد الأرواح الشريرة» وكيف يجب أن يلبسوا أنفسهم وكيف ينبغي بناء الأدوات السحرية المستخدمة في عملياتهم وما هي الذبائح الحيوانية التي يجب تقديمها للأرواح.